# Makljenovac Hrvatski
Makljenovac Hrvatski je bivše samostalno naselje s područja današnje općine Usora, Federacija BiH, BiH.

## Povijest
Za vrijeme socijalističke BiH ovo je naselje spojeno s naseljem Makljenovcem Muslimanskim u naselje Makljenovac.